# Haliotis gigantea
Haliotis gigantea (em inglês giant abalone) é uma espécie de molusco gastrópode marinho pertencente à família Haliotidae. Foi classificada por Gmelin, em 1791. É nativa do oeste do oceano Pacífico.

## Descrição da concha
Concha ovalada de até 20 centímetros ou pouco mais, com superfície dotada de estrias espirais suaves, mas visíveis, cruzadas por lamelas de crescimento. A coloração vai de marrom a vermelho tijolo, passando pelo laranja. Os furos abertos em sua superfície, cerca de 4, são grandes e bem elevados. Região interna da concha madreperolada, iridescente e sem cicatrizes musculares profundas; apresentando o relevo da face externa visível. Ela pode estar recoberta por outros animais marinhos, quando em vida.

## Distribuição geográfica
Haliotis gigantea ocorre em águas rasas da zona nerítica, em áreas rochosas do litoral oeste do oceano Pacífico, no Japão e na Coreia. No Japão, é o maior abalone deste país, embora não seja tão grande quanto algumas outras espécies (como Haliotis rufescens).

## Pesca, consumo e conservação
Esta espécie é comercialmente pescada para o mercado de alimentação na Ásia. Em fevereiro de 2005, uma mortalidade em massa da espécie ocorreu em uma fazenda privada de criação em Shimane, Japão. A taxa de mortalidade atingiu cerca de 84%. Em observações histológicas, partículas bacterinas foram encontradas nos animais afetados. Posteriormente o agente foi identificado como Francisella sp. A espécie também é afetada pelo crustáceo Copepoda ectoparasita Panaietis haliotis Yamaguti, 1936.